# Giovanna Schettino
Giovanna Schettino (* 26. Februar 1998 oder 7. April 1998 in Castellammare di Stabia) ist eine italienische Ruderin. 2017 gewann sie für Italien bei den Ruder-Weltmeisterschaften im Leichtgewichts-Doppelvierer die Goldmedaille.

## Karriere
Im Jahr 2014 startete Giovanna Schettino zum ersten Mal in ihrer Karriere bei den Junioren-Weltmeisterschaften. In Hamburg ging sie gemeinsam mit Sara Monte im Zweier ohne Steuerfrau an den Start und sie erreichten gemeinsam das A-Finale. Dort verpassten sie hinter den Booten aus Rumänien, Kanada und den Vereinigten Staaten mit dem vierten Platze knapp das Podest. Ein Jahr später startete sie als Teil des Vierers ohne Steuerfrau bei den Ruder-Juniorenweltmeisterschaften in Rio de Janeiro. Neben ihr wurde das Boot von Nicoletta Bartalesi, Clara Guerra und Sarah Caberni gebildet. Sie erreichten direkt im Vorlauf das A-Finale und verpassten dort mit dem fünften Platz knapp eine Medaille.
Im Jahr 2016 startete Giovanna Schettino im Einer bei den Junioren-Rudereuropameisterschaften. Sie erreichte dabei in Trakai das A-Finale und verpasste dort mit dem fünften Rang knapp eine Medaille. Im gleichen Jahr ging sie gemeinsam mit Nicoletta Bartalesi bei den Juniorenweltmeisterschaften im Rudern in Rotterdam im Doppelzweier an den Start und sie qualifizierten sich für das A-Finale. Dort gewannen sie hinter den Booten aus den Vereinigten Staaten und Griechenland die Bronzemedaille.
Im darauffolgenden Jahr ging Giovanna Schettino zum ersten Mal in ihrer Karriere sowohl bei den U23-Weltmeisterschaften im Rudern 2017, als auch bei den Ruder-Weltmeisterschaften an den Start. Sie bildete bei der U23-Weltmeisterschaft in Plowdiw den Leichtgewichts-Doppelvierer gemeinsam mit Paola Piazzolla, Asja Maregotto und Federica Cesarini. Sie qualifizierten sich für das Finale und wurden vor den schweizerischen und den deutschen Boot U23-Weltmeisterinnen. In dieser Konstellation nahmen sie auch gemeinsam für Italien in der Nähe von Sarasota und Bradenton an den Ruder-Weltmeisterschaften 2017 teil. Sie qualifizierten sich direkt in ihrem Vorlauf für das A-Finale und setzten sich dort mit fast zwei Sekunden Vorsprung vor dem Boot aus Australien und den chinesischen Boot durch und gewannen den Weltmeistertitel.
Im Jahr 2018 ging sie erneut bei den Ruder-U23-Weltmeisterschaften an den Start und gehörte mit Claudia Destefani, Benedetta Faravelli, Laura Meriano und Diletta Diverio zum italienischen Vierer mit Steuerfrau. Sie erreichten in Posen das A-Finale und gewannen dort hinter dem Boot aus den USA und vor dem russischen Boot die Silbermedaille. Ein Jahr später nahm sie in der Nähe von Sarasota und Bradenton an den U23-Ruder-Weltmeisterschaften im Vierer ohne Steuerfrau teil. Neben ihr bildeten Arianna Bini, Elisa Mondelli und Allegra Francalacci das Boot. Sie verpassten die Qualifikation für das A-Finale und belegten im B-Finale den vierten Platz, sodass sie schlussendlich den Wettbewerb auf den zehnten Platz beendeten.